# Amirvan
Amirvan (ryska: Амирван) är en ort i Azerbajdzjan.   Den ligger i distriktet Qəbələ, i den centrala delen av landet, 180 kilometer väster om huvudstaden Baku. Amirvan ligger 695 meter över havet och antalet invånare är 1 527.
Terrängen runt Amirvan är kuperad åt sydost, men åt nordväst är den platt. Amirvan ligger uppe på en höjd. Närmaste större samhälle är Qutqashen, 17,3 kilometer norr om Amirvan.
Trakten runt Amirvan består till största delen av jordbruksmark. Runt Amirvan är det ganska glesbefolkat, med 34 invånare per kvadratkilometer.